# Ezra (priester)

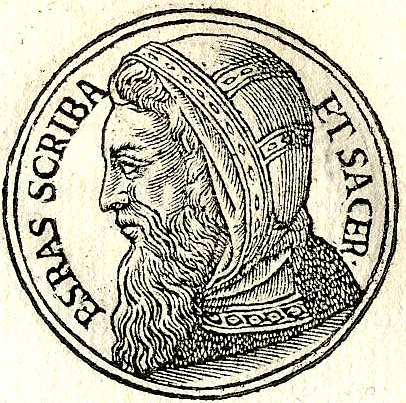
Ezra ("schrijver en priester"), volgens Promptuarii Iconum Insigniorum

Ezra (Hebreeuws: עֶזְרָא, ‘æzrā’, "hulp", Grieks: Ἔσδρας, Esdras, Latijn: Esdras) was volgens het gelijknamige boek Ezra 7-10 en Nehemia 8 in de Hebreeuwse Bijbel een belangrijk Joods persoon in de periode van de Perzische koning Artaxerxes I (465-425 v.Chr.).

## Beschrijving in de Hebreeuwse Bijbel
Alles wat we weten over Ezra staat in Ezra 7-10 en Nehemia 8. Over Ezra’s vroege leven worden geen bijzonderheden vermeld. Hij woonde in Babylon. Hij stamde uit een familie van hogepriesters, uit de geslachtslijn van Eleazar en Pinehas, en wordt "de zoon van Seraja" genoemd (Ezra 7:1). Aangezien Seraja volgens 2 Koningen 25:18,21 en Jeremia 52:24,27 werd terechtgesteld (in 586 v.Chr.) en Ezra op zijn vroegst in 458 v.Chr. optrad, is duidelijk dat hier een lacune is. Waarschijnlijk was het doel Ezra te verbinden aan de traditie van de tempel van Salomo, om continuïteit te herstellen: de "zoon" van de laatste hogepriester in de tempel van Salomo en spruit uit het geslacht van Mozes en Aäron komt uit Babylon om de wet van Mozes te herstellen. Hiermee wordt ook een subtiel verband gelegd tussen Mozes, de middelaar van de Wet, en Ezra, de kenner van de wet.
Ezra wordt namelijk sofer genoemd, "schrijver" of "secretaris" (vergelijk 2 Samuel 8:17; 20:25; 1 Koningen 4:3; 2 Koningen 22:3).
Ezra was een schrijver, goed onderlegd in de wet van Mozes, de wet die de HEER, de God van Israël, heeft gegeven, en hij werd door de HEER, zijn God, beschermd, waardoor de koning hem alles toestond wat hij verlangde.— Ezra 7:6
Andere vertalingen gebruiken de term "schriftgeleerde", waar hier "schrijver" staat. Het beroep van schriftgeleerde komt echter pas in late delen van het Oude Testament voor (vergelijk Sirach 38:24-39:11 [Lutherbijbel: Sirach 38:25-39:15]; 1 Makkabeeën 7:12; 2 Makkabeeën 6:18) en speelt pas in het Nieuwe Testament een belangrijke rol. Het concept in het Nieuwe Testament kan niet zonder meer worden toegepast op de functie van Ezra. Hoe dan ook, in Ezra 7:6 wordt het "wereldlijke" beroep van schrijver voor het eerst in verband gebracht met "goed onderlegd zijn" in de wet van Mozes.
Ezra leidde ongeveer vijfduizend Judese ballingen uit Babylon terug naar Jeruzalem "in het zevende jaar van koning Artaxerxes" (Ezra 7:7 - 458 v.Chr.). Het was de missie van Ezra de aanbidders in Jeruzalem te organiseren conform de richtlijnen van het Perzische oppergezag. Daarom kreeg hij volgens Ezra 7:12-26 van Artaxerxes een opdracht mee "de wet van de God van de hemel" in Jeruzalem en Juda te laten naleven. Artaxerxes gaf Ezra daarom de uitzonderlijke titel van "schrijver van de wet van de God van de hemel". Sāfar, "schrijver" was een Perzische ambtelijke titel.
Op basis van de Thora (de Wet) bracht Ezra de verstrooide Joodse gemeenschap weer tot eenheid. Ook sneed hij de banden tussen het volk Israël met omringende volkeren door. De Joden waren met vrouwen getrouwd die niet tot het volk Israël behoorden. Ezra gaf de opdracht dat zij zich van deze vrouwen moesten ontdoen:
Ezra, de priester, stond op en zei: ‘U bent ontrouw geweest, u bent met uitheemse vrouwen getrouwd en daardoor hebt u de schuld van Israël vergroot. Leg daarom een bekentenis af voor de HEER, de God van uw voorouders, en doe wat hij van u vraagt: houd u afzijdig van de bevolking van het land en van uitheemse vrouwen.’— Ezra 10:10,11

## Traditie
Ezra wordt zeer gerespecteerd in de joodse traditie. Zijn kennis van de Thora wordt geacht gelijk te zijn aan die van Mozes. Net zoals Mozes, Henoch en koning David, kreeg Ezra de titel van "schriftgeleerde" en wordt in de joodse traditie omschreven als "Schriftgeleerde Ezra" (Hebreeuws: עזרא הסופר, Ezra ha-Sofer).
In de Babylonische Talmoed werd Ezra beschouwd als een tweede Mozes:
Er wordt onderwezen: R[abbi] Jose [ben Halafta] zei: Ezra was waardig dat de Torah door hem gegeven zou worden, als Mozes hem niet was voorgegaan. Over Mozes werd gezegd: en Mozes steeg naar God op [Ex. 19.3], en over Ezra wordt gezegd: zelfs de Ezra, die uit Babylon opsteeg [Ezr 7.6] ... Bij Mozes werd gezegd: maar mij beval de Heer, u wetten en regels te leren [Deut 4.14], en bij Ezra werd gezegd: toen Ezra zijn zinnen erop had gezet de wet van de Heer te bestuderen en het te vervullen dat heel Jisraél de wetten en regels zou kennen [Ezr 7.10].